# Bệnh huyết sắc tố
Bệnh huyết sắc tố là thuật ngữ y học của một nhóm các rối loạn máu và các bệnh ảnh hưởng đến các tế bào hồng cầu.
Nó có thể là một loại khiếm khuyết di truyền dẫn đến cấu trúc bất thường của một trong các chuỗi globin của phân tử hemoglobin. Huyết sắc tố là rối loạn đơn gen di truyền; trong hầu hết các trường hợp, chúng được di truyền như những đặc điểm đồng trội tự phát. Bệnh huyết sắc tố thường gặp bao gồm bệnh hồng cầu hình liềm. Người ta ước tính rằng 7% dân số thế giới (420 triệu) là người mang mầm bệnh, với 60% tổng số và 70% bệnh lý là ở châu Phi. Huyết sắc tố là phổ biến nhất trong các quần thể từ Châu Phi, lưu vực Địa Trung Hải và Đông Nam Á.
Bệnh huyết sắc tố đơn giản là những bất thường về cấu trúc trong chính protein globin. Ngược lại, Bệnh tan máu bẩm sinh - thalassemia thường dẫn đến việc sản xuất protein globin bình thường, thường thông qua các đột biến trong gen điều hòa. Tuy nhiên, hai bệnh có thể trùng lặp, vì một số điều kiện gây ra sự bất thường của protein globin (bệnh huyết sắc tố) cũng ảnh hưởng đến việc sản xuất của chúng (thalassemia). Do đó, một số bệnh huyết sắc tố cũng là bệnh tan máu, nhưng hầu hết là không.
Bệnh huyết sắc tố hoặc bệnh thalassemia, hoặc cả hai, có thể gây thiếu máu. Một số biến thể hemoglobin nổi tiếng như thiếu máu hồng cầu hình liềm và thiếu máu loạn sản bẩm sinh là nguyên nhân gây ra các bệnh, và được coi là bệnh huyết sắc tố. Tuy nhiên, nhiều biến thể huyết sắc tố không gây bệnh lý hoặc thiếu máu, và do đó thường không được phân loại là huyết sắc tố, vì chúng không được coi là bệnh lý. Các biến thể huyết sắc tố là một phần của sự phát triển phôi thai và thai bình thường, nhưng cũng có thể là các dạng đột biến bệnh lý của huyết sắc tố trong quần thể, gây ra bởi sự biến đổi trong di truyền. Các biến thể khác không gây ra bệnh lý có thể phát hiện và do đó được coi là các biến thể không bệnh lý.